# Andrew Telegdi

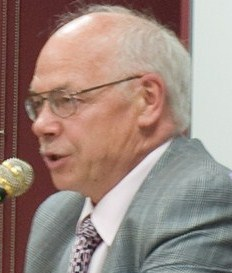
Telegdi

Andrew Telegdi (* 28. Mai 1946 in Budapest, Ungarn als András Telegdi; † 23. Januar 2017 in Waterloo, Ontario) war ein ungarisch-kanadischer Politiker der Liberalen Partei Kanadas.
Telegdi wurde in Ungarn geboren, emigrierte 1957 mit seiner Familie nach Kanada und studierte an der University of Waterloo. Seine Ehefrau war Nancy Telegdi. Er war von 1993 bis 2008 Mitglied des kanadischen House of Commons. 2014 verlor er seine Kandidatur für den Wahlkreis Waterloo. Er starb 2017 im Alter von 70 Jahren.